# 駐日アラブ首長国連邦大使館
駐日アラブ首長国連邦大使館（ちゅうにちアラブしゅちょうこくれんぽうたいしかん、アラビア語: سفارة دولة الإمارات العربية المتحدة في اليابان、英語: Embassy of the United Arab Emirates in Japan）は、アラブ首長国連邦が日本の首都東京に設置している大使館である。在東京アラブ首長国連邦大使館（ざいとうきょうアラブしゅちょうこくれんぽうたいしかん、アラビア語: سفارة دولة الإمارات العربية المتحدة في طوكيو、英語: Embassy of the United Arab Emirates in Tokyo）とも呼ばれる。
1971年12月にアラブ首長国連邦が独立し、日本は同国を主権国家として承認。1973年12月、駐日大使館が開設された。

## 所在地
2024年9月2日より下記の住所で運営されており、これは一時的な移転とアナウンスされている。旧住所は「東京都渋谷区南平台町9-10」であった。
| 日本語 | 〒153-0064 東京都目黒区下目黒一丁目8-1 アルコタワー7階           |
| 英語   | Arco Tower Level 7, 1-8-1 Shimomeguro, Meguro-ku, Tokyo 153-0064 |

## 大使
2021年3月12日より、シハブ・アハマド・アル・ファヒームが特命全権大使を務めている。